# Gunilla Ellis
Kersti Gunilla Carolina Ellis, född 26 april 1943, är en svensk textilkonstnär.

## Biografi
Gunilla Ellis har  periodvis bott i Altea i  Spanien, där hon var rektor för Svenska skolan under 10 år. Hon var åren 1980–1982 bosatt i Vancouver Island, i Kanada.  Hon genomgick 1989–1990 vävutbildning för yrkesvävare  i Östersund. 
Ellis arbetar med vävning som främsta uttrycksmedel, där så kallad solvad upphämta (smålandsväv) blivit en specialitet, ofta med svart eller vit varp kombinerat med kulörta inslag i lingarn. Varpen ger ytan en geometrisk mönstereffekt i kontrast med inslaget. Hennes bårtäcken finns representerade i dryga tjugotalet kyrkomiljöer i Sverige, bland dem tre stycken i Skogskyrkogården, Stockholm. Hon har även skapat exklusiva kläder i liten upplaga av eget vävt tyg.
Gunilla Ellis hade sin första utställning på Slottsgalleriet Ekebyhov på Ekerö 1988 och har därefter haft en mängd utställningar på gallerier runt om i Sverige och Norge, ofta tillsammans med sin man Bengt Ellis. Hon är medlem i Konsthantverkscentrum och Svensk Form.
Hon driver galleriet Elliseum i Funäsdalen.

## Offentliga utsmyckningar i urval[2]
- 3 bårtäcken till Stockholms stads kyrkoförvaltning, Skogskyrkogården, World Heritage, 1993.
- Tännäs-Ljusnedals församling
- Ramsjö kyrka
- Höstsol, äldreboende, Funäsdalen
- Kvicksunds kyrka
- Bispgårdens kyrka
- Grums kyrka
- Gideonsbergskyrkan, Västerås.
- Jämtlands Läns Landsting, 1997.

## Utställningar i urval[2]
- Slottsgalleriet, Ekebyhov, Ekerö, 1988
- Liljevalchs konsthall, Stockholm, Slöjdsommar, 1990.
- Rörosmuseet, Röros, Norge, 1991 och 1997.
- Trädgårdsföreningen, Göteborg, 1992.
- Örebro Konsthall, 1992.
- Galleri Castor, Stockholm, 1993.
- Jämtlands länsmuseum, Östersund, 1996 och 1997 (samlingsutställningar).
- Persåsen konsthall,1997.
- Rättviks konsthall, 2001.
- Mora konsthall, 2003.
- Ragunda, 2005.
- Hammarstrand, 2005.
- Ånge, 2008.
- Hammerdal, 2009.
- Persåsen konsthall, 2010.
- Edsbyns museum, 2010.
- Kännåsens trädgårdsutställning, 2012.
- “Dödens Design”, Jamtli, Östersund, 2013.